# São Domingos (Bahia)
São Domingos é um município brasileiro do estado da Bahia. Localiza-se à latitude 11º27'56" sul e à longitude 39º31'34" oeste.

## História
Foi criado pela Lei Estadual nº 5.005 de 13 de junho de 1989, desmembrado do Município de Valente. Os primeiros Prefeito, Vice-Prefeito e Vereadores foram eleitos em eleição de 15 de novembro de 1989 e tomaram posse de seus respectivos cargos em 1º de janeiro de 1990, com a instalação do município, conforme o art. 12 da Lei Estadual nº 5.183, de 19 de julho de 1989.